# St. Egidius (Gössersdorf)

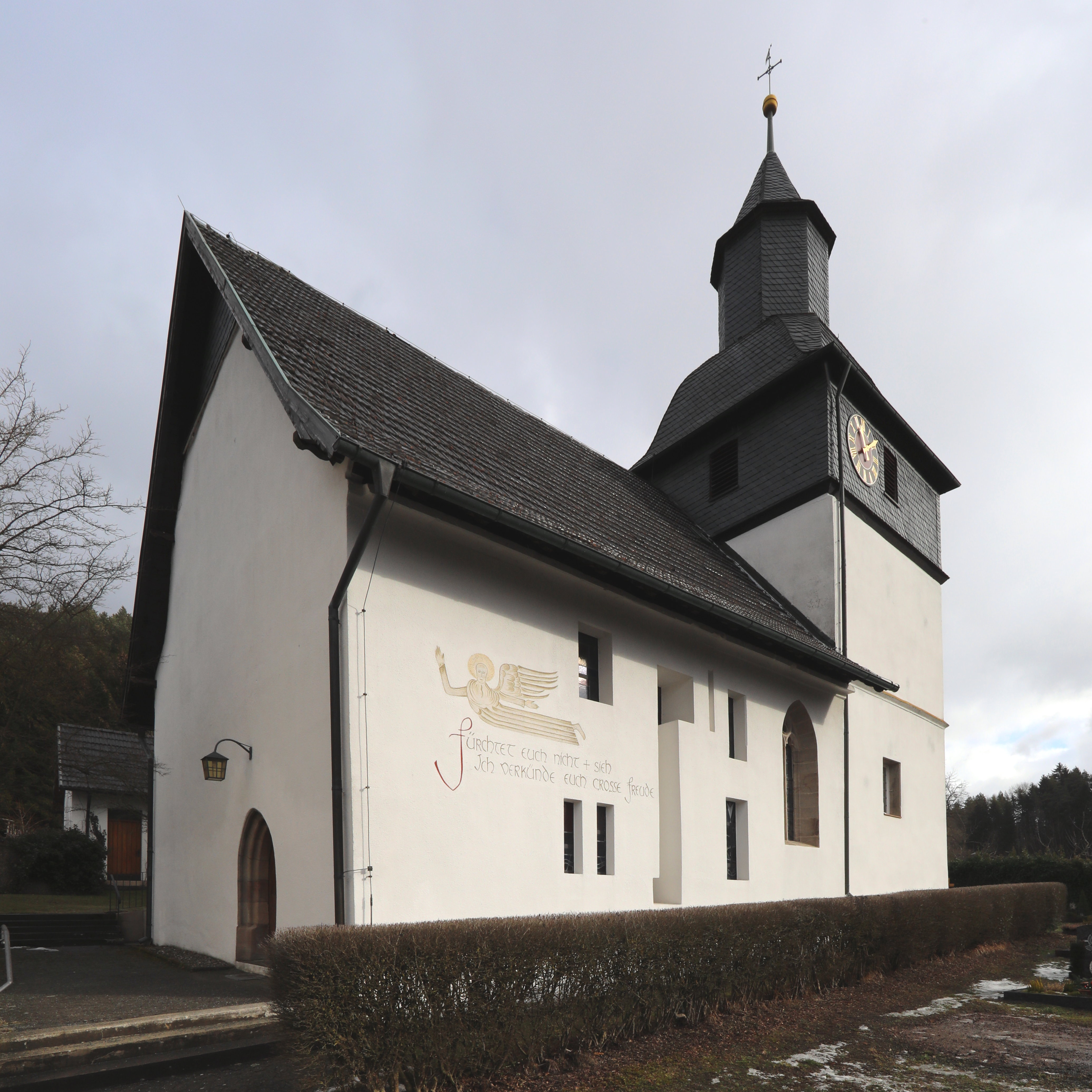
St. Egidius

St. Egidius ist eine nach dem heiligen Ägidius benannte Kirche der evangelisch-lutherischen Pfarrei Kirchleus/Gössersdorf im Dekanat Kulmbach.

## Baubeschreibung und -geschichte
Das genaue Datum des Kirchenbaues lässt sich nicht ermitteln. Die über einem älteren Kern erbaute evangelische Filialkirche St. Ägidius (eine Chorturmkirche) wurde erstmals 1398 im Landbuch der Herrschaft Plassenburg urkundlich erwähnt. Sie wurde mehrmals erneuert und umgebaut. 1535 brannte die Kirche völlig ab. Erst 115 Jahre später wurde sie wieder aufgebaut.
Kirchweih wird immer am ersten Sonntag im September gefeiert.